# 野火球
野火球（学名：Trifolium lupinaster），也称野火荻、红五叶、野车轴草、白花野火球，是一种豆科植物。这种植物分布中国新疆、东北、内蒙古、河北等省区。此外，俄罗斯西伯利亚也有分布。